# Trofeo ZSŠDI 2010
Il Trofeo ZSŠDI 2010, trentaquattresima edizione della corsa e valida come evento dell'UCI Europe Tour 2010 categoria 1.2, si svolse il 7 marzo 2010. Fu vinta dallo sloveno Marko Kump che giunse al traguardo con il tempo di 3h42'47".
Tagliarono il traguardo 68 ciclisti.

## Ordine d'arrivo (Top 10)
| Pos. | Corridore          | Squadra      | Tempo    |
| ---- | ------------------ | ------------ | -------- |
| 1    | Marko Kump         | Adria Mobil  | 3h42'47" |
| 2    | Matej Gnezda       | Adria Mobil  | a 6"     |
| 3    | Marco Canola       | Zalf-Désirée | a 9"     |
| 4    | Edoardo Zardini    | Mantovani    | a 12"    |
| 5    | Blaž Furdi         | Sava         | a 16"    |
| 6    | Radoslav Rogina    | Loborika     | a 19"    |
| 7    | Patrick Facchini   | Trevigiani   | a 25"    |
| 8    | Robert Vrečer      | Perutnina    | a 33"    |
| 9    | Hrvoje Miholjević  | Loborika     | s.t.     |
| 10   | Cristiano Monguzzi | Aurora-Named | a 1'12"  |